# Iona (Florida)
Iona ist ein census-designated place (CDP) im Lee County im US-Bundesstaat Florida. Das U.S. Census Bureau hat bei der Volkszählung 2020 eine Einwohnerzahl von 16.908 ermittelt.

## Geographie
Iona liegt am südlichen Ufer des Caloosahatchee River, unmittelbar vor dessen Mündung in den Golf von Mexiko. Der CDP wird von den Florida State Roads 865 und 867 durchquert. Er grenzt unmittelbar südlich an Cape Coral und liegt rund 9 km südwestlich von Fort Myers. Tampa liegt etwa 210 km und Miami 230 km entfernt.

## Demographische Daten
Laut der Volkszählung 2010 verteilten sich die damaligen 15.369 Einwohner auf 13.224 Haushalte. Die Bevölkerungsdichte lag bei 830,8 Einw./km². 94,9 % der Bevölkerung bezeichneten sich als Weiße, 1,1 % als Afroamerikaner, 0,2 % als Indianer und 1,0 % als Asian Americans. 1,7 % gaben die Angehörigkeit zu einer anderen Ethnie und 1,2 % zu mehreren Ethnien an. 5,6 % der Bevölkerung bestand aus Hispanics oder Latinos.
Im Jahr 2010 lebten in 9,2 % aller Haushalte Kinder unter 18 Jahren sowie 58,5 % aller Haushalte Personen mit mindestens 65 Jahren. 57,6 % der Haushalte waren Familienhaushalte (bestehend aus verheirateten Paaren mit oder ohne Nachkommen bzw. einem Elternteil mit Nachkomme). Die durchschnittliche Größe eines Haushalts lag bei 1,86 Personen und die durchschnittliche Familiengröße bei 2,31 Personen.
9,0 % der Bevölkerung waren jünger als 20 Jahre, 11,4 % waren 20 bis 39 Jahre alt, 23,1 % waren 40 bis 59 Jahre alt und 56,4 % waren mindestens 60 Jahre alt. Das mittlere Alter betrug 63 Jahre. 48,4 % der Bevölkerung waren männlich und 51,6 % weiblich.
Das durchschnittliche Jahreseinkommen lag bei 49.615 $, dabei lebten 6,6 % der Bevölkerung unter der Armutsgrenze.
Im Jahr 2000 war Englisch die Muttersprache von 93,88 % der Bevölkerung, Spanisch sprachen 3,48 % und 2,64 % hatten eine andere Muttersprache.